# 2160
2160(이천백육십)은 2159보다 크고 2161보다 작은 자연수다.

## 수학
- 합성수로, 그 약수는 총 40개다.[a]
  - 2160의 진약수의 합은 5280이므로, 2160은 과잉수다.
- 18번째 십육각수다. 앞의 십육각수는 1921, 다음은 2413이다.
- {\displaystyle 53^{4}-1}은 2160으로 나누어떨어진다.
- 십사각형의 모든 내각의 합은 2160°다.

## 과학·기술
- NGC 2160: 황새치자리 방향에 있는 산개성단.
- 2160p: 디스플레이 해상도의 축약어로, 4K 해상도의 하나.

## 작품
- 《어스 2160(영어판)》: 실시간 전략 비디오 게임. (2005년 6월 출시)

## 기타
- 연도: 2160년, 기원전 2160년

## 같이 보기
- 2000